# جيل شويد
جِيل شَوِيد (بالعبرية: גיל שויד) مهندسُ برمجياتٍ إسرائيليٌّ. هو أحد مؤسسي شركة جِيك بُويَنْت ورئيسها التنفيذي منذ 2016، وهي من أهم شركات الأمن الرقمي في إسرائيل. قبل تأسيسه لشركة جيك بوينت وفي أثناء خدمته العسكرية، عمِل شويد في الوحدةِ ثمانية مئتان (8200) التابعةِ لجهاز الاستخبارات الإسرائيلي الخاضعِ للجيش الإسرائيلي.
ولد شويد في القدس بُعَيدَ احتلالها عام النكسة، وبدأ البرمجة في سن الثانية عشرة، ودرس لاحقا علم الحاسوب في الجامعة العبرية.